# Alain de Changy
Alain Carpentier de Changy (5 de fevereiro de 1922 – 5 de agosto de 1994) foi um automobilista belga que participou do GP de Mônaco de 1959 de Fórmula 1, mas não se qualificou para o grid de largada.